# Bun-Fu - Dalla Cina con furore
Bun-Fu - Dalla Cina con furore (Tu Xia Chuan Qi) è un film d'animazione cinese del 2011 diretto da Sun Yijun.
È conosciuto per essere un knockbuster di Kung Fu Panda.

## Trama
Tu Er, un coniglio grasso e pigro che lavora in un'involtineria, si ritrova coinvolto in una guerra tra l'imperatore della Cina e il signore della guerra Slash e per fermare il conflitto dovrà imparare a combattere usando l'arte del kung fu.

## Distribuzione
Il film è stato pubblicato in tutto il mondo nel 2011.

## Sequel
Nel 2015 è uscito il sequel del film, inedito in Italia.